# Indophantes
Indophantes es un género de arañas araneomorfas de la familia Linyphiidae. Se encuentra en Asia.

## Lista de especies
Según The World Spider Catalog 12.0:
- Indophantes agamus Tanasevitch & Saaristo, 2006
- Indophantes barat Saaristo & Tanasevitch, 2003
- Indophantes bengalensis Saaristo & Tanasevitch, 2003
- Indophantes digitulus (Thaler, 1987)
- Indophantes halonatus (Li & Zhu, 1995)
- Indophantes kalimantanus Saaristo & Tanasevitch, 2003
- Indophantes kinabalu Saaristo & Tanasevitch, 2003
- Indophantes lehtineni Saaristo & Tanasevitch, 2003
- Indophantes pallidus Saaristo & Tanasevitch, 2003
- Indophantes ramosus Tanasevitch, 2006
- Indophantes sumatera Saaristo & Tanasevitch, 2003
- Indophantes tonglu Tanasevitch, 2011